# Coqueiral (Minas Gerais)
Coqueiral é um município brasileiro do estado de Minas Gerais. Sua população, de acordo com recenseamemto de 2022 realizado pelo IBGE, era de 9 023 habitantes.

## História

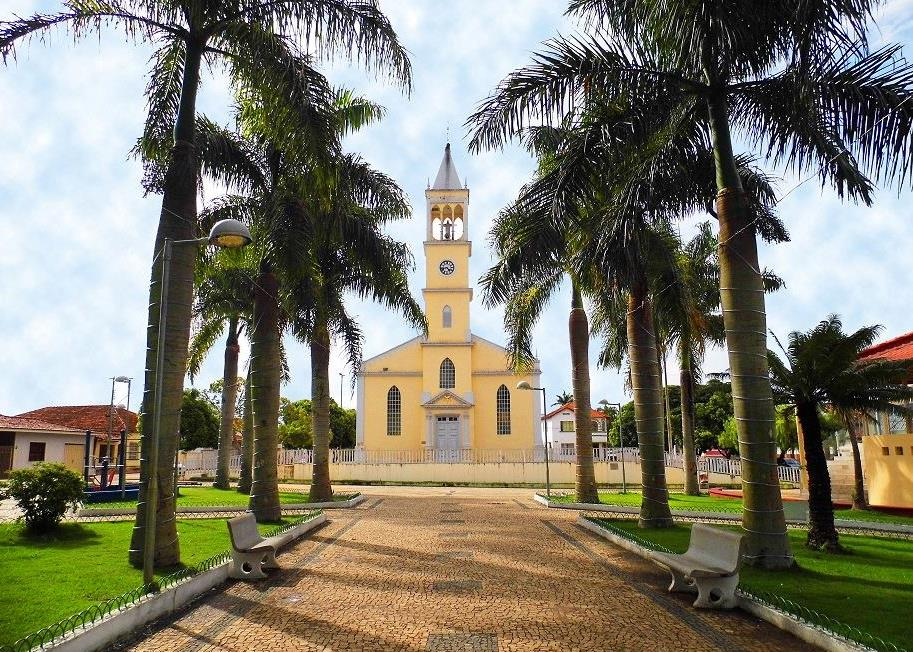
Igreja Matriz de Coqueiral

A principal fonte de informações históricas sobre o município de Coqueiral, MG, é a obra de Otávio J. Alvarenga intitulada "Terra dos Coqueiros". A obra foi publicada originalmente em 1956 e recebeu segunda edição revisada e ampliada em 1978. O livro "Terra dos Coqueiros" dificilmente é encontrado mesmo em lojas de livros usados, mas encontra-se disponibilizado digitalmente em página-web. Outra fonte de informações históricas confiáveis e adicionais é o texto de Fábio Bugança intitulado "História do Município", publicado em 2015 na seção "Notícias" da página-web da Prefeitura Municipal de Coqueiral. O bom texto "História de Coqueiral" publicado na seção "Histórico" da mesma página-web dessa Prefeitura é todo calcado naquelas duas obras. Uma terceira fonte de informações históricas fidedignas é a transcrição do inventário do fundador da atual Coqueiral, Matias da Silva Borges; o inventário foi feito em 1816 e encontra-se digitalizado e disponibilizado em página-web.
No século XVII, a sede por ouro e diamantes, junto com a ambição pela posse de terras e sesmarias, atraíam novos garimpeiros para os sertões bravos e agrestes das "Minas Geraes". Seguindo a vocação caminheira e ousada de seus ancestrais, Matias da Silva Borges (descendente de bandeirantes da região da então Piratininga, atual cidade de São Paulo) partiu bem apetrechado dos campos de Taubaté, em São Paulo. Matias não sabia ler nem escrever, mas em suas "veias corria o sangue fervente de violador de sertões e plantador de cidades".
A expedição de Matias da Silva Borges passou por Pindamonhangaba e Guaratinguetá. Chegou à Serra da Mantiqueira, que foi transposta pela garganta do Embaú. Prosseguiu por via do que são hoje as cidades de São Gonçalo do Sapucaí, Campanha, Três Corações e Carmo da Cachoeira. Em 1767 a caravana sob a chefia de Matias da Silva Borges chegou a um alto com floresta multissecular no local onde hoje fica a cidade de Coqueiral, MG, e mais precisamente a atual Igreja Matriz do Divino Espírito Santo. Naquele alto fizeram acampamento. Após infrutíferas tentativas de encontrar ouro em córregos e riachos nas redondezas, mas considerando aquela elevação um local propício para formar um povoado, Matias da Silva Borges decidiu estabelecer-se no local. Denominou-o "Espírito Santo dos Sertões e do Sapê", embrião do que hoje é o município de Coqueiral.

### Primeiros habitantes
Logo após a fundação, Matias da Silva Borges promoveu a vinda a partir de Taubaté de sua esposa, Mariana Joaquina do Sacramento, que veio acompanhada de parentes e outros companheiros. Contemporaneamente, Matias da Silva Borges fez construir uma tosca capela de taipa coberta de folhas de coqueiros. Matias e companheiros iniciaram atividades agrícolas baseadas na lavoura de cana-de-açúcar na região que hoje se denomina "Fazenda dos Pinheiros", e que em 1816 era designada como "Fazenda dos Pinheiros do Bom Jardim na Aplicação do Espírito Santo dos Coqueiros".
Matias da Silva Borges providenciou a vinda de mais pessoas que, por sua vez, atraíram outras. Na nova população humana que começava a constituir o novo arraial havia presença significativa das pessoas de origem africana usadas como mão de obra escrava nas lavouras de cana-de-açúcar, e também de indígenas cataguás, carajás e mandiboias. De São João Del Rei aportou nas terras o Capitão João Manoel de Siqueira Lima com amigos e parentes. De Sorocaba, Aiuruoca, Conceição da Barra e outras localidades  mineiras vieram gradativamente diversas famílias, dentre outros as de Abílio Lélis Pereira, Antônio Furtado de Mendonça e Jerônimo da Mata.
Do inventário de Matias da Silva Borges, que se encontra digitalizado e publicado como página-web, tem-se a notícia que ele deixou seis filhos. Realizado em 1816, o inventário indica como filhos de Matias: Mariano José da Silva, com 26 anos; Maria Jacinta, casada com Antônio Furtado de Mendonça e com 23 anos; Floriana, casada com Rafael da Fonseca Xavier, com 20 anos; Ana Rita, solteira, com 14 anos; Mariana Rosa, solteira, com 12 anos; José, com 9 anos.
No atual município de Coqueiral, a memória oficial a respeito de Matias da Silva Borges, fundador da cidade, encontra-se ainda à espera da justa e devida recordação, não havendo na cidade nem sequer ainda uma rua ou praça com seu nome.

### Igrejas e cruzeiros
Em 1792 a capela construída originalmente por Matias da Silva Borges já se encontrava coberta de telhas e ladrilhada. Incumbira-se dessa transformação o Capitão João Manuel de Siqueira Lima. O casal Matias e Mariana doou o terreno da capela em documento datado de 3 de setembro de 1806, no qual o templo é denominado "Capela do Espírito Santo". O livro de Otávio Alvarenga, "Terra dos Coqueiros", na sua segunda edição de 1978 transcreve o documento de doação, que diz:
"Dizemos nós, Matias da Silva Borges e minha mulher Mariana Joaquina do Sacramento, que somos senhores e possuidores de uma sorte de terras sitas junto à Capela do Espírito Santo, que havemos por sesmaria, sem que as ditas terras estejam sujeitas à penhora, nem hipoteca, muito bem livres e desembaraçadas, cujas terras logo cedemos no princípio desta Capela, para formação de casas, quintais, mais pasto fechado, como se acha hoje, e por que se faz preciso antecipar essa nossa dádiva para o patrimônio da mesma Capela, portanto, muito de nossas livres vontades, sem constrangimentos de pessoas algumas e sem prejuízos de nossos herdeiros, cedemos e traspassamos todo jus, domínio, ação que nela tínhamos, de hoje para sempre, na pessoa de nosso procurador, o Cap. João Manoel de Siqueira Lima, para o patrimônio da mesma e depois de termos doado as ditas terras para o patrimônio, unimo-nos todos os aplicados a formarmos duas casas de telhas e cozinha, quintal e pasto fechado que serve. E como é consciente esta nossa doação e se faltar alguma cláusula, aqui damos por expressa. E por não sabermos ler nem escrever pedimos e rogamos a José Vicente dos Santos, que este por nós fizesse, e como testemunha assinasse. Hoje, Capela do Espírito Santo, 3 de setembro de 1806".
Em 1871 foi iniciada a construção da Igreja do Rosário, na antiga Praça do Rosário, hoje Praça Sete de Setembro. Em 1873, no povoado chegaram os Missionários Capuchinhos; vieram pregar as missões, prosseguir com as obras de construção da Igreja do Rosário e erguer o atual cruzeiro da Praça Sete de Setembro. Já o antigo cruzeiro hoje existente na Praça Santos Dumont foi festivamente erigido em 1904, que então mandou abrir a atual Rua Tiradentes. Reza a lenda, que em documento contido em uma garrafa enterrada ao pé do cruzeiro, constam os nomes dos patronos.

### Distrito de Paz
O povoado do Espírito Santo dos Coqueiros pouco a pouco ia se desenvolvendo, mesmo às margens da floresta. Em 1846 foi criado o Distrito de Paz já com a denominação de "Espírito Santo dos Coqueiros" por força da Lei 312 da Província de Minas Gerais. Consta que a boa-nova foi acolhida alegria e incontido regozijo cívico. Os discursos deram-se "em uma tribuna improvisada à sombra de uma árvore centenária".

### Terra dos Coqueiros

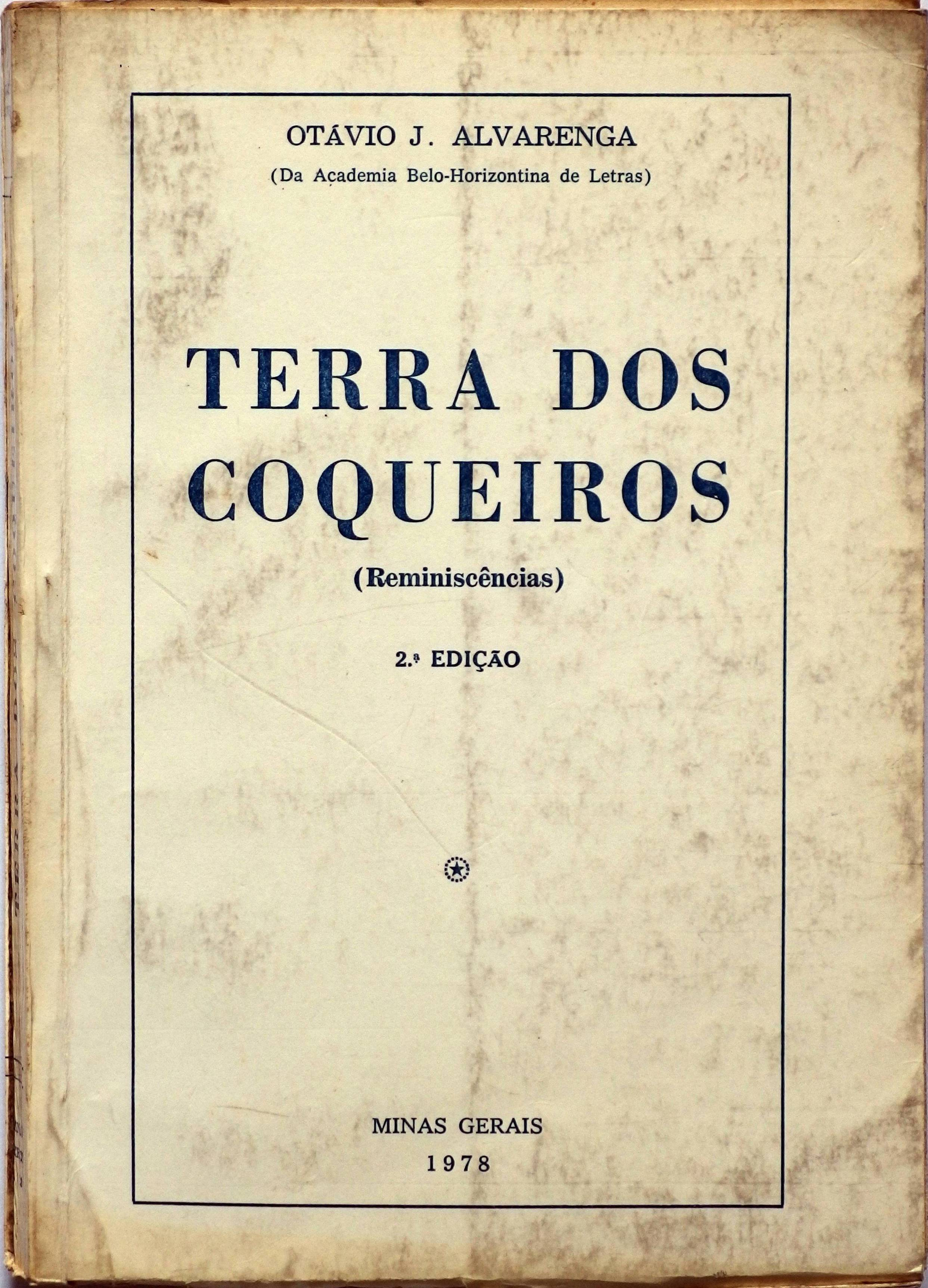
O livro "Terra dos Coqueiros" de Otávio José Alvarenga é a principal fonte de informações históricas confiáveis sobre a cidade de Coqueiral, MG. A obra teve a primeira edição em 1956, e recebeu uma segunda edição revisada e ampliada em 1978.

A história dos nomes da atual cidade gira em torno de dois títulos originais cuja articulação mútua foi sendo alterada com o passar do tempo - "Espírito Santo" e "Coqueiros" - até chegar na resumida formulação atual: "Coqueiral". A referência aos "coqueiros" das terras deve-se indiscutivelmente à abundância de palmeiras encontradas nas densas matas locais, das quais ainda existem alguns exemplares.
O primeiro nome dado à terra fundada pelo sertanista Matias da Silva Borges foi de "Espírito Santo", título que permanece até hoje na atribuição do padroeiro da Igreja Matriz de Coqueiral: "Divino Espírito Santo". 
Em 1792 há registros que o povoado também fora chamado de "Espírito Santo dos Sertões e do Sapê", conforme testifica a certidão de um batizado feito pelo Padre João Pereira de Carvalho.
O inventário do fundador Matias da Silva Borges, feito em 1816, refere que sua redação foi feita na Fazenda dos Pinheiros, de propriedade da viúva Mariana Joaquina do Sacramento, e que tal fazenda situava-se na "Aplicação do Espírito Santo dos Coqueiros". Trinta anos depois, o título oficial que constava da Lei 312 de 1846 conjugava também os dois títulos: "Espírito Santo dos Coqueiros". Essa denominação oficial perdurou até 1923.
Em 1923 o Distrito de Paz (que havia sido criado em 1846) volta a pertencer por força da lei a Dores da Boa Esperança, atual município de Boa Esperança. Nessa ocasião, a nova Lei 843 da Província de Minas Gerais modifica o título da cidade, que ganha forma abreviada e passa a se chamar apenas "Coqueiral", designação que permanece até hoje.

### A que municípios já pertenceu Coqueiral
Com a criação como Distrito de Paz em 1846, "Espírito Santo dos Coqueiros"  foi integrado ao território de Lavras, a qual por sua vez havia sido elevada à categoria de vila já em 1831. Pela Lei 1.303 de 1868, o Distrito vem incorporado à Vila das Dores de Boa Esperança (atual Boa Esperança), então desmembrada do município de Três Pontas. Em 1902, o Distrito do "Espírito Santo dos Coqueiros" passou a pertencer ao Município da Vila de Campos Gerais até 1923, quando - ganhando o atual nome de "Coqueiral" -, volta a pertencer à Boa Esperança, da qual finalmente se emancipou em 1948. O Poder Judiciário do município de Coqueiral, contudo, pertence à Comarca de Boa Esperança.

### Datas e fatos
Ao longo de todo o século XIX e durante o início do século XX, o antigo "Espírito Santo dos Coqueiros" não tinha nem as boas construções residenciais de hoje, nem muito menos as facilidades atuais da tecnologia. Só no final da segunda década do século XX foi que novidades tecnológicas começaram a serem vistas na cidade. O telefone chegou em 1916, e um automóvel foi visto no arraial pela primeira vez em 1919: era um "Ford" dirigido por Frederico Leite, mas de propriedade de alguém de fora da cidade, Pedro Moura. Esse automóvel transitava então por caminhos dos carros de tração animal, pois a primeira estrada apropriada para automóveis só foi construída em 1924. O primeiro morador a ser proprietário de um automóvel - um "Ford" - foi o Sr. Rosendo Batista Pereira.
Em 1 de junho de 1923, foi inaugurado o primeiro cinema local, de propriedade dos Srs. Otaviano Botelho e Adelardo Batista Alves. Funcionou instalado em um barracão defronte à antiga Praça do Cruzeiro Novo. Foi esse cinema um dos encantos da época, adoravelmente musicado pela terna orquestra do maestro José Cipriano Freire.
Em 1927, foi inaugurado o primeiro encanamento de distribuição de água potável em Coqueiral, captada em terras de Jonas Augusto Alvarenga. Em maio de 1930, instalou-se festivamente no arraial a primeira rede de distribuição de eletricidade e a primeira luz elétrica. No mesmo ano, mas no mês de novembro, pelo ônibus do Major José Luiz de Mesquita, começou Coqueiral a ter correio diário. Somente em julho de 1932 foi que a a população ficou conhecendo o rádio, graças a um aparelho receptor adquirido por Dr. José Gregório Moreira e outros, interessados nas notícias pertinentes à chamada Revolução Constitucional. 
A primeira vez que um avião foi visto em Coqueiral foi em 1939, quando nos céus passou um aparelho que ia de Belo Horizonte para Poços de Caldas.

### Emancipação
Os primeiros registros do desejo de emancipação política e administrativa do distrito de Coqueiral estão documentados em 1943, quando em Belo Horizonte fez-se encaminhar o pedido à Comissão de Estudos da Divisão Administrativa e Judiciária do Estado de Minas, a qual deu por bem o parecer favorável ao processo, reputando o relatório como um dos mais bem elaborados. Entretanto, na hora da sanção do decreto-lei, já se encontrava no regime ditatorial, e o pedido foi preterido.
Em 1948, após votação unânime na Assembleia Legislativa do Estado de Minas, o então governador Milton Campos sancionou em 27 de dezembro de 1948 a histórica lei nº 336, que declara emancipado o distrito de Coqueiral, já com 102 anos de existência, pois fora criado em 1846. A data dessa lei de 1948 tornou-se o "Dia da Cidade" - 27 de dezembro - e feriado municipal. O autor da principal fonte de informações históricas sobre o município de Coqueiral, MG, Otávio José Alvarenga, testemunhou e participou ativamente desse processo de emancipação.

## Primeiro governo e primeira Câmara Municipal[33]
Em 6 de março de 1949 foi realizada a primeira eleição para prefeito, vice-prefeito e vereadores da Câmara Municipal. No dia 2 de abril de 1949 deu-se posse solene e festiva ao primeiro prefeito do município de Coqueiral, o Sr. Hormino Alves dos Reis, e do vice-prefeito, o Sr. Joaquim Borges de Figueiredo, ambos do PSD (Partido Social Democrático). Aquela ocasião histórica contou também com a inauguração da nova "Usina de Força e Luz S. A. de Coqueiral".
Em 26 de março de 1949 foi empossada a primeira Câmara Municipal. Na ocasião ela ficou assim constituída: José Chaves de Figueiredo (presidente), Geraldo Rossi de Figueiredo, Geraldo Alves Vilela (secretário), José Cândido Figueiredo e José Amaro da Silva (eleitos pelo PSD), ainda, Leonides Alvarenga, Agenor Peloso, Julio Menezes e Joaquim Sidney dos Reis (estes eleitos pela UDN - União Democrática Nacional). Naquela data, no Clube Coqueirense houve a sessão-magna de posse dos vereadores, com presença de autoridades de várias partes de Minas Gerais, especialmente das cidades vizinhas. Após a constituição da Mesa Oficial foi executado o Hino Nacional Brasileiro, pela Lira Santa Cecília e o orador oficial, Vereador Leonides Alvarenga, saudou a todas as pessoas presentes ao evento. Após outros pronunciamentos foi servido um lanche, e vários brindes foram erguidos ao novo município. Às 20h00 foi oferecido um jantar na residência do Vereador Leonides Alvarenga às autoridades, e às 22h00 houve Baile de Gala no Clube Coqueirense.

## Geografia
Com extensão territorial de 296,163 quilômetros quadrados, o município de Coqueiral está localizado na região sul de Minas Gerais, na microrregião do Baixo Sapucaí. O município de Coqueiral faz divisa com os municípios de Boa Esperança, Santana da Vargem, Aguanil e Nepomuceno.
Sua altitude média é de 860 metros acima do nível do mar. O município de Coqueiral é banhado pelas águas do lago da Represa de Furnas. O clima é tropical de altitude, com temperatura média de 25 °C. A precipitação média é de 1500 mm ao ano.
Faz parte de Coqueiral o Distrito de Frei Eustáquio, distante 9 quilômetros da sede municipal.

## Turismo
O lago de Furnas e a Pedra do Ermo são as principais atrações turísticas do município de Coqueiral. O lago da represa de Furnas encontra-se a apenas 10 km em linha reta do centro do município. A Pedra do Ermo, um expressivo afloramento rochoso cercado de vegetação natural, foi recentemente declarada uma Área de Preservação Ambiental (APA). Católicos locais lutam para que seja erguida ali uma estátua do Cristo Redentor, à semelhança daquela da cidade do Rio de Janeiro.

## População, economia, educação e saúde
Coqueiral possui 9.472 habitantes, de acordo com dados parciais divulgados pelo Instituto Brasileiro de Pesquisas e Estatística, no Censo/2007. A densidade demográfica do município é de 31,36 hab/km². O Produto Interno Bruto (PIB) per capita é de R$ 13.497,98. O "Índice de Desenvolvimento Humano" (IDH) é de 0,694, o que representa índice de natureza mediana, nem alto nem baixo. 
O salário médio mensal dos trabalhadores formais em 2019 era de 1,7 salários mínimos, para um universo de 914 pessoas formalizadas do ponto de vista trabalhista.
A base da economia é a agricultura. A principal cultura é o café, cuja produção fomenta algumas cooperativas cafeeiras das quais as principais são Cocatrel e Capebe. O comércio local é bem servido com supermercados, mercearias, lojas de equipamentos eletrônicos, de materiais de construção, de móveis e de roupas, além de um hotel. O município conta com um banco e uma cooperativa de crédito (Sicoob Copersul).
Da população de mais de 9.000 habitantes, a cidade conta com cerca de 1.200 alunos matriculados em escolas. A taxa de escolaridade é alta: 97,4%. O índice de educação (IDEB) do município de Coqueiral em 2015 é de 4,6 (anos iniciais do Ensino Fundamental) e 6,5 (anos finais). As principais escolas do município são, no distrito central: Escola Padre Anchieta, Escola Maria de Araújo Magalhães Pinto e Escola Frei Eustáquio. Há também as creches Dona Lia, Vó Baniquinha e Pro-Infância. O distrito de Frei Eustáquio possui a Escola Cônego Romeu Moreira Maia. As comunidades rurais possuem cada uma sua escola.
O município de Coqueiral tem 9 estabelecimentos de Saúde do SUS, e a taxa de mortalidade infantil até 5 anos de idade em 2019 foi de 19,6 óbitos por mil nascidos vivos, acima da média brasileira. A rede de esgoto sanitário atende 70% da população.